# Szczęsnówka
Szczęsnówka, Szczosnówka, Szczasnówka (ukr. Щаснівка, Szczasniwka) – wieś na Ukrainie w obwodzie tarnopolskim, w rejonie tarnopolskim. W pobliżu znajduje się źródło Zbrucza.
Do 2020 w rejonie podwołoczyskim.
Leży naprzeciw Szczasniwki w obwodzie chmielnickim.
W II Rzeczypospolitej stacjonowały tu jednostki graniczne Wojska Polskiego: we wrześniu 1921 w Szczęsnówce wystawiła placówkę 2 kompania 23 batalionu celnego, a po 1924 w miejscowości stacjonowała strażnica KOP „Szczęsnówka”.
Na przedwojennych mapach oznaczana niekiedy jako Białozórka.
W 1943 roku liczba ludności wynosiła 351.
Do 2020 w rejonie podwołoczyskim.